# 柴苓湯
柴苓湯(さいれいとう)は、漢方薬の一つで、小柴胡湯と五苓散の合方である。体の免疫反応を調整し、炎症をやわらげ、水分循環を改善する働きがある。
胃腸炎などによる下痢、嘔吐、むくみ、腎炎、ネフローゼ、喘息、肝炎、不育症（習慣流産）、妊娠高血圧などの治療に用いられる。

## 構成生薬
- 柴胡
- 黄芩
- 半夏-※妊娠中の使用は慎重に行う生薬として分類されている。
- 生姜
- 大棗
- 人参
- 甘草
- 沢瀉
- 茯苓
- 猪苓
- 白朮[1]
- 桂枝[2]